# Mémorial du génocide de Nyamata
Le mémorial du génocide de Nyamata est situé autour d'une ancienne église à 30 km au sud de Kigali au Rwanda, et commémore le Génocide des Tutsi au Rwanda de 1994. Les restes de 50 000 personnes y sont enterrés.

## Emplacement
| \| 150 km1:3 445 000 \| Kibuye Gisenyi Bisesero Ntarama Kigali Nyamata Murambi Rusiga |
| 150 km1:3 445 000                                                                     |

| 150 km1:3 445 000 |

| Mémoriaux du génocide des Tutsis au Rwanda |
| (2018) Année d'inauguration                |

Le mémorial est basé autour d'une ancienne église qui est à environ 30 km au sud de Kigali au Rwanda et commémore le Génocide des Tutsi au Rwanda de 1994. Ce mémorial est l'un des six sites commémoratifs nationaux au Rwanda qui commémorent le Génocide des Tutsi au Rwanda. Les autres sont le Centre commémoratif de Murambi, le Centre commémoratif du génocide de Bisesero, le Mémorial du génocide à Ntarama, le Mémorial du génocide à Kigali et le Mémorial de Nyarubuye. Il existe plus de 250 sites commémoratifs enregistrés qui commémorent le génocide au Rwanda.

## Histoire

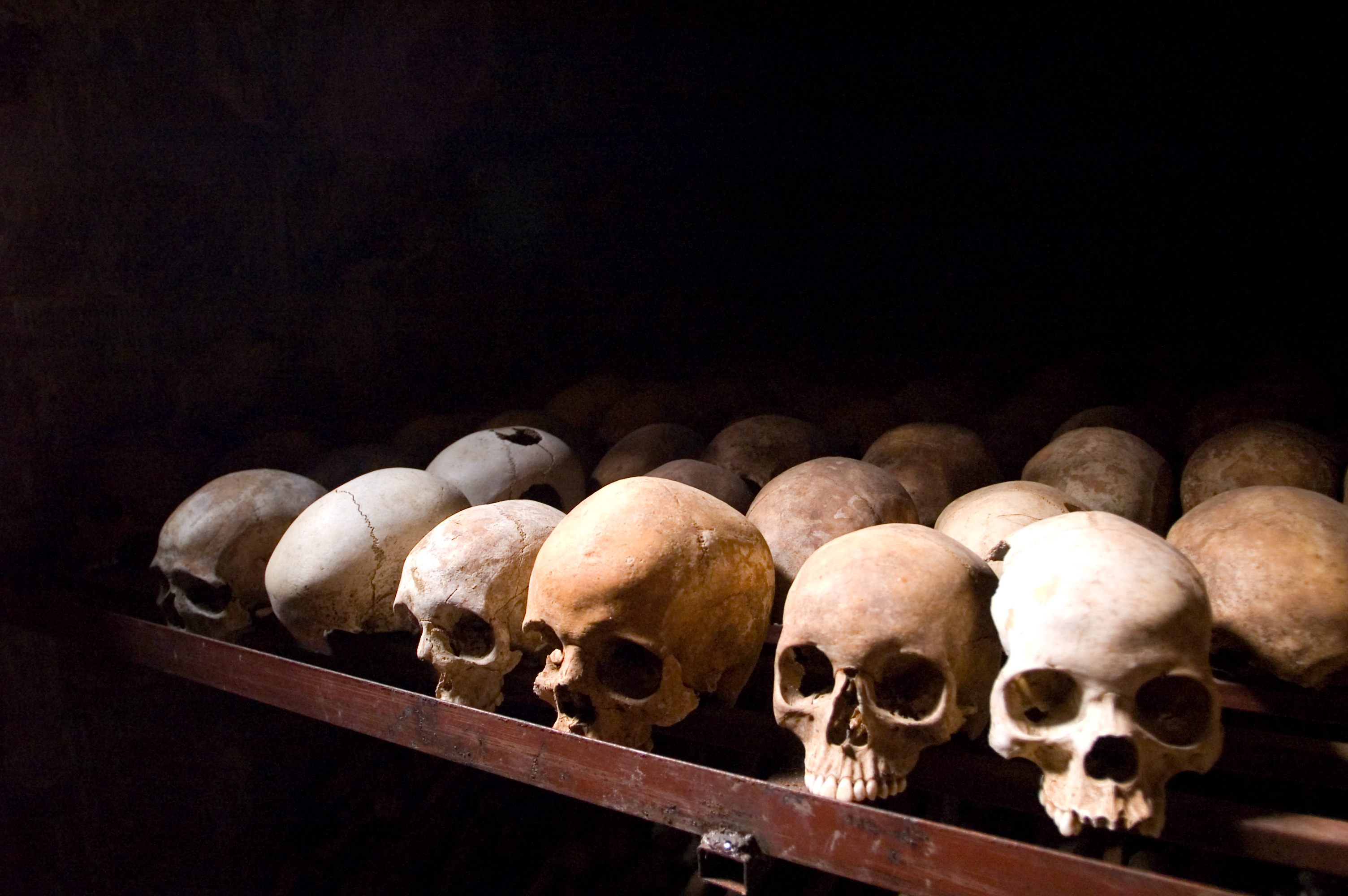
Crânes humains au mémorial du génocide de Nyamata

Le Génocide des Tutsi au Rwanda a commencé en avril 1994. De nombreux Tutsi se sont rassemblés ici, car les églises étaient considérées comme un lieu sûr. Environ 10 000 personnes se sont rassemblées ici et les gens se sont enfermés. Les murs de l'église montrent aujourd'hui comment les auteurs ont fait des trous dans les murs de l'église afin que des grenades puissent être lancées dans l'église. Après cela, les personnes à l'intérieur ont été abattues ou tuées à coups de machette. Le plafond de l'église présente des impacts de balles et la nappe de l'autel est encore tachée de sang. La plupart des restes ont été enterrés, mais des vêtements et des cartes d'identité sont restés. Les cartes d'identité étaient celles qui identifiaient les gens comme étant soit tutsis, soit hutus.
Des habitants des environs ont également été tués après le massacre de l'église. Les restes de 50 000 personnes sont enterrés ici.
Le mémorial est inscrit, en septembre 2023, sur la liste du patrimoine mondial par l'UNESCO en tant que partie des « sites memoriaux du genocide : Nyamata, Murambi, Gisozi et Bisesero ».